# La Zarza de Don Beltrán
La Zarza de Don Beltrán es un despoblado del municipio de Villarino de los Aires, en la comarca de La Ramajería, provincia de Salamanca, Castilla y León, España. 
Antiguamente pertenecía al término municipal de Cabeza de Framontanos pero luego pasó a formar parte del territorio de Villarino de los Aires tras la anexión de la primera a la segunda. Desde hace bastantes años, la población ha ido en detrimento y actualmente se podría considerar un núcleo totalmente despoblado.